# Чок, Алекс
Александер Джон Джервейс Чок (англ. Alexander John Gervase Chalk; род. 8 августа 1976, Челтнем, Глостершир) — британский политик, член Консервативной партии Великобритании. Министр юстиции и лорд-канцлер Великобритании (с 2023 по 2024).

## Биография
Родился 8 августа 1976 года в Челтнеме, получил образование в двух платных школах-пансионах — Уиндлшем-хаус и Винчестерском колледже, изучал новую историю в Магдален-колледже Оксфордского университета. Начал карьеру юриста (четырнадцать лет специализировался на делах по борьбе с терроризмом, по убийствам и крупным мошенничествам), в 2015 году избран в Палату общин в своём родном Челтнеме.
В 2021 году назначен генеральным солиситором Англии и Уэльса, в 2022 году стал младшим министром в Министерстве обороны.
21 апреля 2023 года получил портфель министра юстиции и лорда-канцлера в правительстве Риши Сунака после отставки Доминика Рааба из-за обвинений в травле коллег.
5 июля 2024 года после поражения консерваторов на парламентских выборах Кир Стармер сформировал лейбористское правительство, в котором портфель министра юстиции получила Шабана Махмуд.